# Natán Rivera
Natán Armando Rivera Alas (12 dicembre 1998) è un astista salvadoregno, detentore dei record nazionali di disciplina.

## Biografia
A soli 16 anni ha vinto la medaglia d'oro ai Campionati NACAC, essendo stato l'unico ad aver superato i 4,70 metri d'altezza. Ciò gli ha garantito un posto ai Mondiali di Pechino dello stesso anno, senza però riuscire a sostenere le altezze e costretto a ritirarsi. Detentore dei record nazionali di disciplina, ha partecipato e vinto ad alcune manifestazione a carattere regionale e giovanile.

## Record nazionali
- salto con l'asta: 5,35 m ( Austin, 28 marzo 2019)
- salto con l'asta indoor: 5,20 m ( Houston, 26 gennaio 2019)

## Palmarès
| Anno | Manifestazione                      | Sede                | Evento           | Risultato | Prestazione | Note |
| ---- | ----------------------------------- | ------------------- | ---------------- | --------- | ----------- | ---- |
| 2014 | Campionati centroamericani juniores | Managua             | Salto con l'asta | Oro       | 4,21 m      |      |
| 2014 | Campionati centroamericani          | Tegucigalpa         | Salto con l'asta | Argento   | 4,40 m      |      |
| 2015 | Campionati panamericani allievi     | Cali                | Salto con l'asta | Oro       | 4,56 m      |      |
| 2015 | Campionati centroamericani allievi  | San Salvador        | Salto con l'asta | Oro       | 4,50 m      |      |
| 2015 | Campionati centroamericani          | Managua             | Salto con l'asta | Oro       | 4,55 m      |      |
| 2015 | Campionati NACAC                    | San José            | Salto con l'asta | Oro       | 4,70 m      |      |
| 2015 | Mondiali                            | Pechino             | Salto con l'asta | nm        | nm          |      |
| 2016 | Campionati centroamericani          | San Salvador        | Salto con l'asta | Oro       | 4,80 m      |      |
| 2016 | Campionati ibero-americani          | Rio de Janeiro      | Salto con l'asta | 6º        | 4,70 m      |      |
| 2016 | Campionati NACAC under 23           | San Salvador        | Salto con l'asta | 4º        | 4,70 m      |      |
| 2017 | Campionati centroamericani          | Tegucigalpa         | Salto con l'asta | Oro       | 4,70 m      |      |
| 2017 | Campionati panamericani juniores    | Trujillo            | Salto con l'asta | Argento   | 5,10 m      |      |
| 2017 | Giochi centroamericani              | Managua             | Salto con l'asta | Oro       | 5,05 m      |      |
| 2018 | Campionati centroamericani          | Città del Guatemala | Salto con l'asta | Oro       | 4,70 m      |      |
| 2018 | Giochi CAC                          | Barranquilla        | Salto con l'asta | 4º        | 5,10 m      |      |
| 2019 | Campionati NACAC under 23           | Querétaro           | Salto in alto    | Bronzo    | 4,90 m      |      |
| 2019 | Giochi panamericani                 | Trujillo            | Salto con l'asta | Finale    | nm          |      |